# Чардакски пролом
Чардакският пролом е пролом на река Струма (2-ри по ред по течението ѝ) в Западна България, между северозападните склонове на планината Голо бърдо на югоизток и югоизточните склонове на планината Черна гора на северозапад. Свързва Пернишката котловина на север с Радомирската котловина на юг.
Проломът е с епигенетичен произход и е с дължина около 2,5 km, а надморската му височина е 660 m. Всечен е в дълбоко окарстени триаски варовици, доломити и мергели.
Започва южно от град Батановци на 667 m н.в., насочва се на юг, а след това на югозапад и след 2,5 km източно от село Копаница завършва на 652 m н.в.
През него, по левия (югоизточен) долинен склон на реката, преминава участък от 2,5 km от първокласния Републикански път I-6 ГКПП Гюешево – София – Карлово – Бургас (от km 72,2 до km 74,7).
Успоредно на шосето, но по десния (северозападен) долинен склон преминава и участък от трасето на жп линията София – Благоевград – Кулата.

## Топографска карта
- Лист от карта K-34-58. Мащаб: 1 : 100 000.